# Lucky Luke (série télévisée d'animation, 1983)
Pour les articles homonymes, voir Lucky Luke (homonymie).
Cet article concerne la série télévisée d'animation de 1983. Pour la série télévisée d'animation de 1991, voir Lucky Luke.
Lucky Luke (1991)
Lucky Luke est une série télévisée d'animation franco-germano-américaine en 26 épisodes de 25 minutes, créée d'après la bande dessinée éponyme (de Morris et René Goscinny) et coproduite par les studios Hanna-Barbera Productions, Extrafilm, Gaumont et FR3. La série a d'abord été diffusée aux États-Unis en 1983.

## Synopsis
Lucky Luke est un cowboy solitaire voyageant à travers le Far West. Accompagné de son fidèle destrier Jolly Jumper et presque à chaque épisode par Rantanplan le chien gardien de prison qui se perd régulièrement dans l'Ouest en voulant suivre Lucky Luke ou retrouver sa prison, il se retrouve confronté à divers bandits et malfrats tels que les Dalton, Billy the Kid, Jesse James ou encore Phil Defer.

## Fiche technique
- Titre original : Lucky Luke
- Réalisation : Morris, William Hanna, Joseph Barbera
- Scénario : Glenn Leopold, Cliff Roberts, Morris, Gilberte Goscinny, d'après la bande dessinée Lucky Luke de Morris et René Goscinny
- Story-boards : Philippe Landrot, Bob Maxfield, Alain de Lannoy
- Direction de l'animation : Juan Ramon Pina, Carlos Alfonso Lopez
- Décors : Bernard Fiévé
- Musique : Claude Bolling, Haim Saban, Shuki Levy
  - Générique français interprétée par Jacques Cardona (Les Texans)
- Production : Philippe Landrot
- Société de production : Hanna-Barbera
- Pays d'origine : France, Allemagne de l'Ouest, États-Unis
- Genre : Aventure, western, comédie
- Nb. d'épisodes : 26
- Durée : 25 min.
- Dates de première diffusion : 1983

## Production

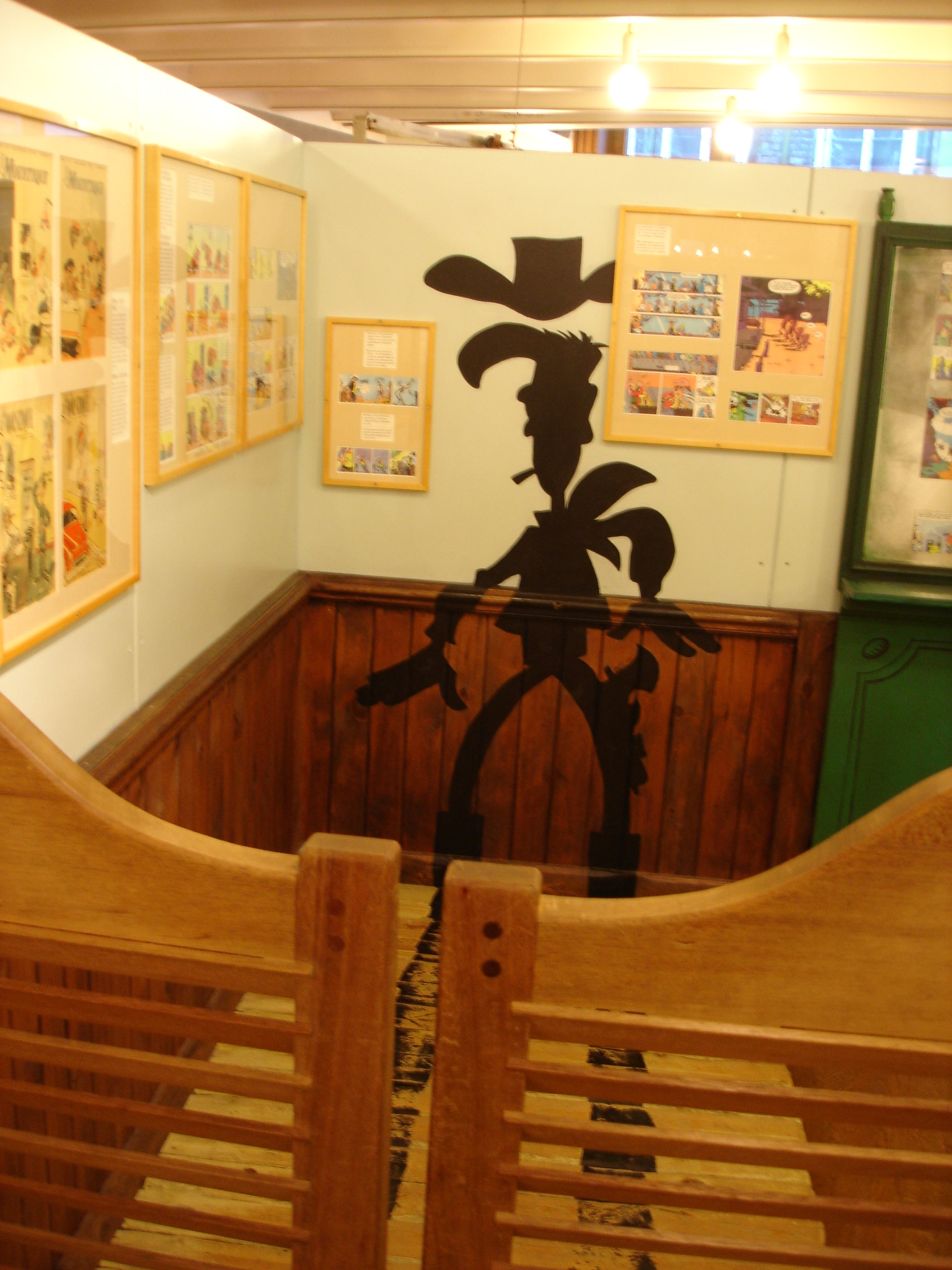
L'ombre de Lucky Luke est présente dans le générique de début.

La série est produite par les studios américains Hanna-Barbera Productions. Durant son apparition sur les écrans de ce pays, Lucky Luke doit se plier à quelques règles pour ne pas tomber sous le coup de la censure des programmes pour enfants. Premier changement, la cigarette a été échangée avec un brin d'herbe, un changement qui interviendra également par la suite dans la série de bandes dessinées Autre grand changement, les minorités ethniques disparaissent : plus de Chinois blanchisseurs, plus de Noirs domestiques, plus d'Amérindiens parlant « peau-rouge ». Les Mexicains et les croque-morts sont également effacés le plus possible des histoires de Lucky Luke (certains épisodes laissent toutefois le rôle des croque-morts plus ou moins intact). Cette adaptation verra également donner aux animaux Jolly Jumper et Rantanplan une place bien plus importante que dans la bande dessinée.
Les épisodes n'ont pas toujours le même design, ce qui s'explique par le fait qu'il y eut plusieurs studios d'animateurs sous-traitants (États-Unis, Espagne et Australie). Le générique du début a été réalisé par Philippe Landrot. Trois épisodes de cette série (Les Dalton dans le blizzard, Ma Dalton et Les Dalton se rachètent) ont été utilisés pour former le film au cinéma : Les Dalton en cavale. Sur quelques épisodes le comédien Bernard Haller a été remplacé par Roger Carel. Jacques Thébault, qui fait la voix de Lucky Luke, avait doublé James West dans les Mystères de l'ouest et Pierre Trabaut qui fait la voix de Joe Dalton avait fait la voix de Loveless, l'ennemi de James West.
La série a d'abord été diffusée aux États-Unis en 1983. En France, la série a été diffusée en épisodes de 5 minutes du lundi au vendredi à 19 h 55 du 15 octobre 1984 au 12 avril 1985, puis en épisodes de 26 épisodes chaque dimanche du 20 octobre 1984 au 14 avril 1985 dans l'émission FR3 Jeunesse sur FR3. Rediffusion du 27 octobre 1985 au 13 avril 1986 dans FR3 Jeunesse. Elle bénéficie d'une diffusion en accès prime-time par tranche de 5 minutes par jour, suivie de la diffusion intégrale le dimanche en fin d'après-midi (sur FR3). Elle est rediffusée du 5 janvier 1987 au 28 juin 1987 sur cette même chaîne. Elle est aussi rediffusée du 3 octobre 1988 au 2 avril 1989, à partir du 16 octobre 1996 sur Arte, et en 2008 sur Gulli.
Au Québec, elle a été diffusée à partir du 29 décembre 1984 à la Télévision de Radio-Canada.
Une deuxième série sera produite huit ans plus tard, en 1991, sous les mains de la société IDDH située à Angoulême. Une troisième série, produite par Xilam, succèdera en 2001.

## Distribution
- Jacques Thébault : Lucky Luke
- Roger Carel : Jolly Jumper / Rantanplan (2e voix) / Frank James / Sénateur Pendelberry / Jasper / Pieddefer Wilson / Sam le Montagnard / Baby Sam / Professeur Gustav Cranium / Coyote Will / Joe Dalton (Les Collines Noires)
- Bernard Haller : Rantanplan (1re voix – ép. 1 à 9, 22 à 26)
- Pierre Trabaud : Joe Dalton
- Jacques Balutin : William Dalton
- Gérard Hernandez : Jack Dalton
- Pierre Tornade : Averell Dalton
- Perrette Pradier : Ma Dalton / Annabelle Phelps / Lulu Carabine / Gladys Whimple
- Guy Piérauld : Billy the Kid
- Micheline Dax : Calamity Jane
- Francis Lax : Jesse James / Waldo Badminton / August Oyster / Barry Blunt / Lowriver / Boulenkov / Bert Malloy / Bull Bullets / Sénateur Wilkins / Dopey
- Henry Djanik : Phil Defer
- Jacques Ferrière : Colonel Drake / Docteur Doxey / Capitaine Barrows / Jack Rabbit / Cosmo Smith / Professeur Doublelap / Petit Roquet / Boston
- Jean-Henri Chambois : Cass Casey / Hiram Sibley / le Maire d’Austin
- Richard Darbois :	Petit-Jean le bûcheron
- Jacques Deschamps : Cole Younger / Professeur Gurgle / Chef Plume Jaune
- Albert Augier : Frank Malone / Orwell Stormwind / Fletcher Jones / Nebraska Kid / James Gamble
- Marion Game : Voix additionnelles

 Source et légende : version française (VF) sur RS Doublage

## Épisodes
1. Ma Dalton
2. Le Pied-Tendre
3. Les Dalton dans le blizzard
4. En remontant le Mississipi
5. Calamité Jane
6. Les Dalton se rachètent
7. Des rails sur la prairie
8. Phil Defer
9. L'Élixir du Docteur Doxey
10. Hors-la-loi
11. Billy the Kid
12. La Diligence
13. Le Grand duc
14. À l'ombre des derricks
15. Le Magot des Dalton
16. Le Cavalier blanc
17. Sur la piste des Dalton
18. L'Escorte
19. Les Rivaux de Painful Gulch
20. Le Fil qui chante
21. Jessie James
22. Des barbelés sur la prairie
23. Les Collines noires
24. Dalton City
25. La Caravane
26. Ruée sur l'Oklahoma

## VHS et DVD
La série sort en format cassette vidéo dans les années 1980 chez Citel Vidéo. L'intégrale de la série sorti sous format DVD 5 volumes en octobre 2010, toujours chez Citel. Les épisodes sont dans le désordre : Ma Dalton (épisodes 1, 6, 19, 22 et 13), La Diligence (épisodes 12, 10, 2, 7, 3, 4), Calamity Jane (épisodes 5, 9, 24, 26, 23), Billy the Kid (épisodes 11, 15, 18, 8, 14), et Jesse James (épisodes 21, 25, 20, 17, 16).